# Otomys unisulcatus
Otomys unisulcatus är en däggdjursart som beskrevs av F. Cuvier 1829. Otomys unisulcatus ingår i släktet Otomys och familjen råttdjur. Inga underarter finns listade i Catalogue of Life. Ibland listas arten i släktet Myotomys.

## Utseende
Arten blir cirka 14,5 cm lång (huvud och bål) och har en cirka 9,5 cm lång svans. Djuret har en robust kropp, korta extremiteter och ett kort huvud. Pälsen på ryggen och bålens sidor är grå med några glest fördelade svarta hår och undersidan är täckt av krämfärgad päls.

## Utbredning
Denna gnagare förekommer i sydvästra Sydafrika och i angränsande regioner av Namibia. Den lever i landskap som Karoo, Namakaroo och Fynbos.

## Ekologi
Otomys unisulcatus bygger bon av kvistar och torra stjälkar som liknar en kon i utseende och som kan vara upp till en meter höga. Boet ligger ofta intill en buske och ibland är busken sammanlänkad med boet. För bygget används även annan bråte som djurben, stenar och naturgödsel. Gnagaren delar boet med flera andra organismer som skalbaggar, spindeldjur och svampar. Även ormar som utgör råttdjurets fiender kan leva i högen. Vanligen lever en liten flock av familjemedlemmar tillsammans och de kan ha flera bon i reviret. Ofta lever flera flockar tät intill varandra.
Denna gnagare äter främst gröna växtdelar. Den knaprar en kvist med gröna blad från en växt och bär kvisten till boet innan den äter. Vätskebehovet täcks främst med suckulenter som utgör ungefär 30 procent av artens föda. I viss mån äter Otomys unisulcatus gräs. Djurets blindtarm är komplex för en bättre jäsning under ämnesomsättningen. Troligtvis förekommer koprofagi.
Honor kan bli brunstiga under alla årstider. Efter dräktigheten föds upp till tre ungar per kull. De sugar sig under de första 9 till 10 dagar fast vid en spene.

## Status
Bönder från regionen betraktar Otomys unisulcatus som skadedjur när den hämtar sin föda från odlade växter. I flera fall antänds gnagarens bon för att skydda jordbruket. Å andra sidan gynnas gnagaren av människans aktiviteter när rovdjur dödas eller när betesdjur skapar ett lämpligt habitat. IUCN kategoriserar arten globalt som livskraftig.